# Château de Chillon
Château de Chillon er en fæstning på en ø i i Genevesøen (Lac Léman), syd for Veytaux i kantonen Vaud i Schweiz. Chillon er opført i den østlige del af øen på en smal stenbred mellem Montreux og Villeneuve, der giver adgang til alpedalen Rhône.
Fæstningen har været beboet af Huset Savoyens gren Bernese fra 1536 til 1798, og det tilhører i dag staten Vaud og det er et Swiss Cultural Property of National Significance. Fort de Chillon er en moderne fæstning fra 1942, som ligger gemt i den stejle bjergside bag Château de Chillon.
Chillon er blandt de mest besøgte middelalderborge i Schweiz og Europa, med omkring 300.000 besøgende i 2005.